# Yedda Alves
Yedda do Rego Alves (Rio de Janeiro, 1 de setembro de 1929
- Rio de Janeiro, 19 de janeiro de 2012) foi uma atriz e manipuladora de bonecos.
Era Filha de Maria do Rego Albengo Alves
Interpretou a Dona Madalena durante dois anos no Sítio do Picapau Amarelo.
Faleceu de câncer em 19 de janeiro de 2012, aos 82 anos de idade estava atuando na novela Aquele Beijo como a costureira Yeda.

## Televisão
- 1997 - O Amor Está no Ar
- 2005 - Zorra Total
- 2005 - Sítio do Pica-Pau Amarelo - Florista
- 2007 - Sítio do Pica-Pau Amarelo - Dona Madalena
- 2008 - Duas Caras
- 2008 - Guerra e Paz - Episódio "Ricos & Pobres"
- 2011 - Aquele Beijo - Dona Yeda[4]